# 重量物運搬船

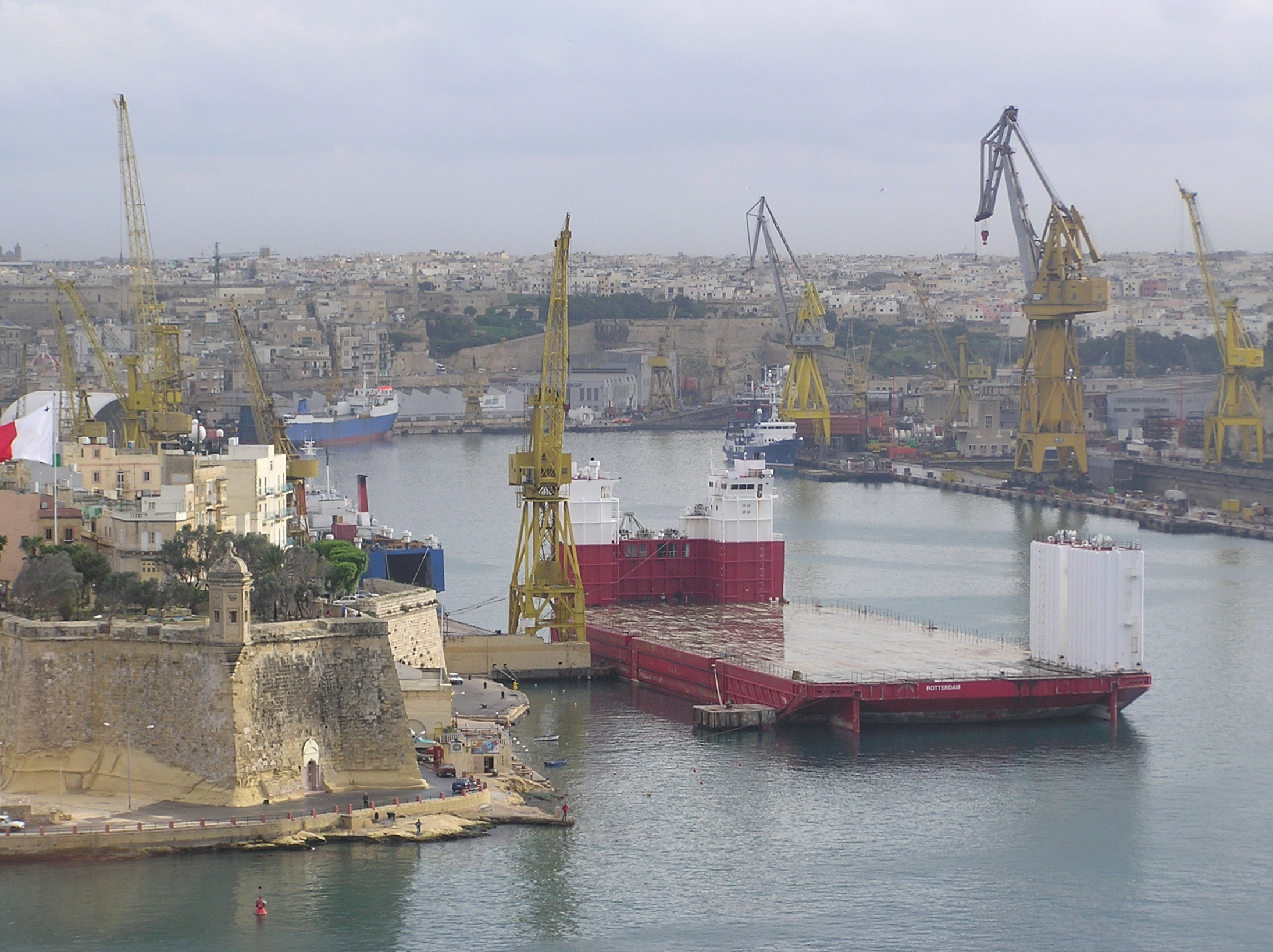
マルタのバレッタ港にて、半潜水式の重量物運搬船、積み荷は積んでいない

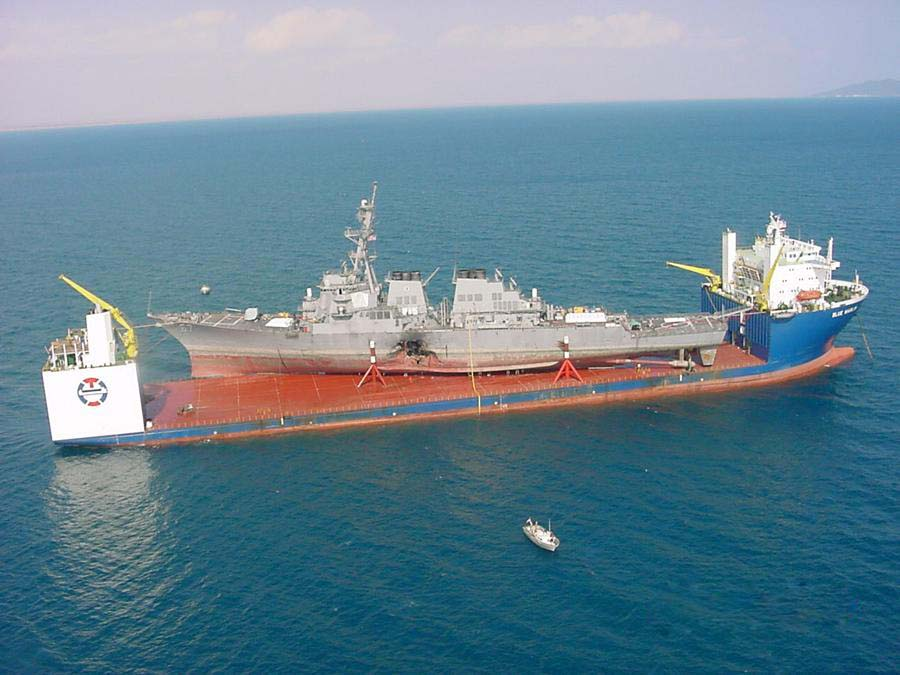
テロによって損傷したアメリカ海軍のミサイル駆逐艦「コール」を運搬するブルー・マーリン

重量物運搬船（じゅうりょうぶつうんぱんせん、または重量物船）は、通常の設備の船では取り扱えない重量物や大型の積み荷を輸送するために設計された船である。

## 荷役方式
LOLO（Lift on / Lift off）方式
ヘビー・デリックを使い重量貨物を荷役する。船型は通常の貨物船型をしているものが多い。

RORO（Roll on / Roll off）方式
自らは荷役装置を持たず、車輌等で積荷を乗り入れさせる。戦車揚陸艦のように直接海岸に乗り上げ（ビーチング）できるものもある。
また、超浅喫水の船型で運搬用台車等の自走による水平移動で重量貨物を積み卸しするタイプは一般にモジュール船（モジュール運搬船）と呼ばれる。

FOFO、FLOFLO（Float on / Float off）方式
自ら甲板を水面下に沈めて浮かぶ貨物を搭載する（半潜水式）。